# Skandia
Skandia („Försäkringsaktiebolaget Skandia“) ist ein schwedischer Finanzdienstleister und gehört zu den weltweit größten Anbietern fondsgebundener Investment-, Versicherungs- und Vorsorgeprodukte.
Die Gesellschaft wurde 1855 in Stockholm gegründet und unterhält Tochtergesellschaften in über 20 Ländern in Europa, Lateinamerika, Asien und Australien.
Skandia wurde 2006 vom Old-Mutual-Versicherungskonzern übernommen, der in den Bereichen langfristige Vorsorge, Absicherung und Vermögensanlage tätig ist. 
In Deutschland ist die Skandia, genauer „Skandia Lebensversicherung AG“, seit 1991 auf dem Markt für fondsgebundene Vorsorgeprodukte aktiv. Seit 2014 ist die deutsche Tochter Teil des Dienstleisters Viridium, der das Management der Skandia-Bestandskunden gewährleistet, nachdem die Gruppe das Neugeschäft in Deutschland eingestellt hatte.  Nach eigenen Angaben werden gut 191.000 Lebensversicherungsverträge und ein Vermögen von 5,3 Milliarden Euro betreut (Stand Ende 2023).

## Geschichte

Historisches Logo

Die Skandia wurde 1855 als Lebens- und Feuerversicherung in Stockholm gegründet. In den Folgejahren entstanden Tochtergesellschaften und Dependancen in Christiania (heute: Oslo), Kopenhagen, Hamburg, Rotterdam und Sankt Petersburg. Das Produktangebot wurde zum Ende des 19. Jahrhunderts durch Unfall- und Invaliditätspolicen erweitert. Die Skandia-Aktie wurde am 4. Februar 1863 an der Stockholmer Börse notiert.
1900 erfolgte als erster nicht-britischer Versicherer die Gründung einer Niederlassung in den Vereinigten Staaten. 1964 vereinigten sich fünf Unternehmen, die sich ursprünglich aus 53 Versicherungsgesellschaften zusammensetzten, zur „Skandia-Gruppe“. Aufgrund einer Krise am schwedischen Finanzmarkt verabschiedete sich die Skandia zu Beginn der 1990er Jahre von ihren Sach-, Unfall- und Rückversicherungssparten zu Gunsten mittel- und langfristiger Investmentprodukte im privaten und betrieblichen Geschäftsbereich. 
Seit Februar 2006 ist der Finanzkonzern Teil der 1845 gegründeten britisch-südafrikanischen Old-Mutual-Gruppe, die sich für 6,8 Milliarden US-Dollar über 98,2 Prozent des Aktienbestandes der Skandia sicherte (Stand: 31. März 2006). Old Mutual beschäftigt weltweit 55.000 Menschen (Stand: Juni 2011) und gehört zu den zehn größten europäischen Lebensversicherern. Die Gruppe betreut über 15 Millionen Kunden in Europa, Nord- und Südamerika, Afrika und Asien. Im Geschäftsjahr 2010 hat die Gruppe ein bereinigtes Betriebsergebnis vor Steuern von 1,5 Milliarden Pfund (1,7 Milliarden Euro) (auf IFRS-Basis) erzielt und verwaltete ein Fondsvolumen von 309 Milliarden Pfund (350 Milliarden Euro) in ihrem Kerngeschäft. Vorstandsvorsitzender der Old Mutual Gruppe ist Julian Roberts.
2009 wurden die bis dahin unabhängigen Skandia Gesellschaften in Deutschland, Österreich, Schweiz und Polen zum Geschäftsfeld Skandia Retail Europe zusammengeschlossen, um einen leistungsfähigen Anbieter von Finanzlösungen im mitteleuropäischen Privatkunden-Segment zu schaffen. 2010 hat Skandia Retail Europe den Gewinn um 140 % von 25 Millionen Euro 2009 auf 60 Millionen Euro 2010 und das verwaltete Anlagevolumen um 23 % von 4,7 Milliarden Euro 2009 auf 5,8 Milliarden Euro 2010 gesteigert. CEO von Skandia Retail Europe ist seit April 2009 der Schwede Jonas Jonsson.
Am 21. März 2012 wurde der Skandia Geschäftsteil in Schweden, Norwegen und Dänemark an die Skandia Liv verkauft. Alle anderen Skandia Geschäftsteile und Kunden außerhalb dieser Länder waren von dieser Transaktion nicht betroffen und wurden weiter von Old Mutual unter der Skandia Marke betreut.
Seit Oktober 2012 hat Skandia in Deutschland und Österreich das Neukundengeschäft eingestellt. Die bestehenden Verträge (450.000, Stand: 2012) der Bestandskunden werden weiter verwaltet.
Im Oktober 2014 wurden die Skandia-Geschäftsbereiche in Deutschland und Österreich an Viridium veräußert. Old Mutual setzte somit den Konsolidierungskurs auf ihr Kerngeschäft weiter fort. Die Geschäfte werden weiterhin unter der Marke Skandia geführt. Im Oktober 2016 hat sich die Heidelberger Leben Gruppe in Viridium Gruppe umbenannt.

## Kritiken
Im November 2003 sorgte die schwedische Unternehmensführung um Lars-Eric Petersson für Schlagzeilen. Die Medien warfen ihr vor, Bonuszahlungen unangemessen verändert und sich firmeneigene Dienstwohnungen bewilligt zu haben. Eine konzerninterne Kommission ging den Vorwürfen nach. Als Folge zwang der Konzern den gesamten schwedischen Vorstand zum Rücktritt und verklagte Teile des Managements auf Schadensersatz. Die deutsche Skandia war von den Vorwürfen nicht betroffen. Sowohl Lars-Eric Petersson als auch der ehemalige Finanzvorstand Ulf Spång wurden später in allen Punkten freigesprochen.
In Stockholm wurde im Mai 2006 Petersson der schweren Veruntreuung für schuldig befunden und zu einer zweijährigen Haftstrafe verurteilt. Das Gericht sah es als erwiesen an, dass Petersson zum eigenen Vorteil und ohne Zustimmung des Aufsichtsrates gehandelt hatte. Der dadurch entstandene Schaden wurde auf 156 Millionen Kronen (16,8 Millionen Euro) beziffert. Von diesen Vorwürfen wurde Lars-Eric Petersson in zweiter Instanz ebenfalls freigesprochen. Auch hier war die deutsche Skandia von den Vorwürfen nicht betroffen.